# Kihara Minoru
Kihara Minoru (木原 稔 (Mộc Nguyên Nẫm)  sinh ngày 12 tháng 8 năm 1969) là một chính trị gia người Nhật Bản. Ông từng giữ chức Bộ trưởng Bộ Quốc phòng từ tháng 9 năm 2023 đến tháng 1 năm 2024.